# Jason Reitman

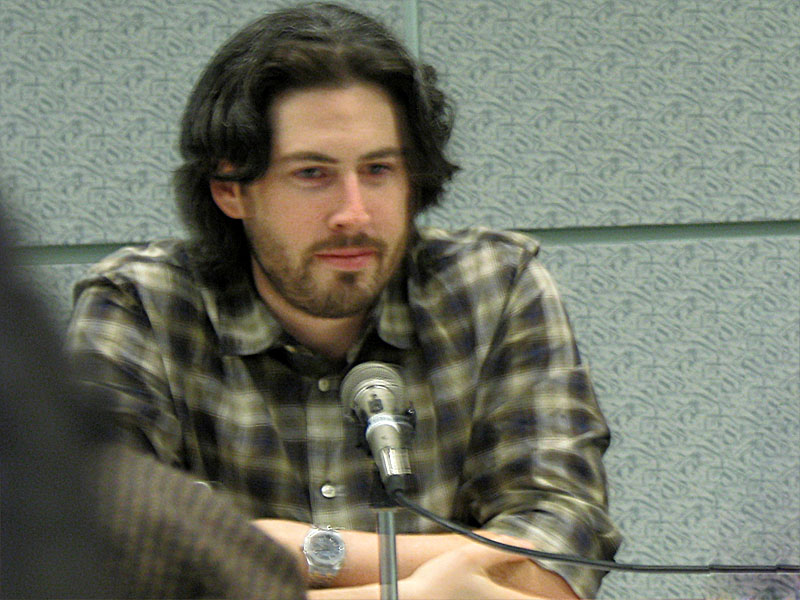
Jason Reitman în noiembrie 2008.

Jason Reitman (n. 19 octombrie 1977) este un regizor american născut în Montreal, Canada. Este fiul lui Ivan Reitman. A regizat următoarele filme: Thank You for Smoking (2005), Juno (film) (2007) și Up in The Air (2009, cu George Clooney).

## Filmografie

### Actor
- Polițist de grădiniță (1990)